# Bad Tölz
Bad Tölz é uma cidade da Alemanha, capital do distrito de Bad Tölz-Wolfratshausen, na região administrativa de Oberbayern, estado de Baviera. A cidade é uma estância termal muito conhecida na Alemanha.

## Geografia
Bad Tölz fica no vale do rio Isar (em alemão: Isartal), à entrada do chamado Isarwinkel (ângulo do Isar). A cidade é localizada a 50 km a sul de Munique. Os municípios vizinhos são:
- a Sul: Gaißach, Wackersberg, Lenggries
- a Norte: Königsdorf, Sachsenkam, Dietramszell, Geretsried
- a Leste: Greiling, Reichersbeuern, Waakirchen
- a Oeste: Bad Heilbrunn

## História
- 1331 A povoação de Tölz recebe o direito a estabelecer um mercado do Imperador Ludwig o bávaro.
- 1453 Um grande incêndio destrói a Marktstraße (rua principal), igreja e fortificação.
- 1845 Descoberta de fontes de Iodo na montanha Sauersberg.
- 22 de Junho de 1899 Tölz recebe o título de Bad (concedido às povoações com estância termal).

## Personalidades
- Thomas Mann (escritor, possuiu aqui uma casa de férias)
- Klaus Mann (escritor, filho de Thomas Mann, passou aqui parte da sua infância)